# Messe (Martin)
Die Messe pour double chœur a cappella ist eine Messvertonung des Schweizer Komponisten Frank Martin für zwei vierstimmige Chöre aus den Jahren 1922 bis 1926. Sie wurde erst 1963 uraufgeführt und zählt heute zu den beliebtesten Werken zeitgenössischer Chormusik a cappella.

Frank Martin (1959)

## Geschichte
Warum Frank Martin, der als Sohn eines Pfarrers streng calvinistisch sozialisiert war, den Text des katholischen Messordinariums zur Vertonung wählte, ist nicht bekannt. Der Hauptteil der Komposition erfolgte im Jahr 1922, das Credo wurde 1924 mit einem zweiten Teil vervollständigt, das Agnus Dei folgte 1926. Martin, der bis 1941 keine seiner Kompositionen öffentlich zur Aufführung brachte, behielt auch dieses Werk zunächst in seiner Schublade, hauptsächlich weil er es wegen seines religiösen Inhalts als eine sehr persönliche Angelegenheit betrachtete.

„Zu diesem Zeitpunkt meines Lebens kannte ich wirklich keinen Chorleiter, der sich für das Werk hätte interessieren können. Ich habe der Association des Musiciens Suisses niemals vorgeschlagen, es im Rahmen ihrer jährlichen Feste aufzuführen, denn ich wollte keinesfalls eine Aufführung der Messe, da ich befürchtete, dass man sie nach rein ästhetischen Gesichtspunkten beurteilen würde. Damals war diese Messe für mich nur eine Angelegenheit zwischen Gott und mir.“

Erst 1962 wurde Franz W. Brunnert, der Kantor der Hamburger Bugenhagen-Kantorei, auf das Werk aufmerksam und erbat sich von Martin das Notenmaterial. Das Werk erlebte daraufhin am 2. November 1963 in Hamburg seine Uraufführung. 1972 wurden die Noten erstmals im Bärenreiter-Verlag herausgegeben, 2014 erschien eine revidierte Neuausgabe.
1966 erstellte Martin eine Bearbeitung des letzten Satzes der Messe Agnus Dei für Orgel solo. Die Passage „Et incarnatus est“ aus dem Credo verwendete Martin fast unverändert auch in seiner Cantate pour le Temps de Noël (1929/30) sowie im Passionsoratorium Golgotha.

## Werkbeschreibung
1. Kyrie
2. Gloria
3. Credo
4. Sanctus
5. Agnus Dei (1926)

Manche Autoren beschreiben Martins Messe als vom Duktus der Gregorianik inspiriert, doch tatsächlich war Martin aufgrund seiner calvinistischen Herkunft mit dem gregorianischen Choral nur wenig vertraut und verwendete keine direkten Choralzitate. Vielmehr gelangte er in seiner Messe davon unabhängig zu modalen Melodiebildungen, die über weite Strecken durch den Einsatz der Pentatonik geprägt sind. Martins Kompositionsweise ist vorwiegend syllabisch und nur an wenigen Stellen melismatisch.